# Немилов
Немилов (укр. Немилів) — село в Радеховской городской общине Шептицкого района Львовской области Украины.
Население по переписи 2001 года составляло 648 человек. Занимает площадь 32,15 км². Почтовый индекс — 80241. Телефонный код — 3255.

## Известные уроженцы
- Смаль-Стоцкий, Степан Иосифович (1859—1938) — украинский языковед, педагог. Общественно-политический и экономический деятель.
- Харкив, Виктор (1918—1988) — украинский националист, хорунжий УПА.